# Mauro Schmid
Pour les articles homonymes, voir Schmid.
Mauro Schmid, né le 4 décembre 1999 à Bülach, est un coureur cycliste suisse. Il a notamment remporté une étape du Tour d'Italie 2021.

## Biographie

### Junior et espoir
Lors de ses débuts dans le cyclisme, Mauro Schmid s'illustre en cyclo-cross, où il est principalement actif jusqu'en 2016. En 2017, il est vice-champion de Suisse en cyclo-cross, sur route et en contre-la-montre, dans la catégorie juniors (moins de 19 ans). Il termine également troisième du Grand Prix Général Patton, manche de la Coupe des Nations. Sur piste, il remporte deux médailles de bronze aux championnats d'Europe juniors et espoirs, en poursuite par équipes et dans la course aux points.
En 2018, il remporte une médaille de bronze en poursuite individuelle aux championnats de Suisse sur piste, parmi les élites. Sur route, il se classe deuxième du Tour de la mer Noire. À l'automne de cette même année, il est sélectionné pour sa première course chez les élites sur piste lors de la première manche de la Coupe du monde. Lors de la dernière manche de la Coupe du monde à Hong Kong, le quatuor suisse prend la cinquième place de la poursuite par équipes. En 2019, il est champion de Suisse sur route espoirs (moins de 23 ans). Aux championnats d'Europe sur piste espoirs en 2019, il décroche la médaille de bronze en poursuite par équipes et course à l'américaine.

### Qhubeka (2021)
Pour la saison 2021, il rejoint l'UCI WorldTeam Qhubeka Assos et dispute son premier Grand Tour lors du Tour d'Italie. Lors de la 11e étape, caractérisée par des passages sur des secteurs en gravier, il figure dans l'échappée matinale. À l'aise dans les secteurs graviers, il s'isole à 10 kilomètres de l'arrivée avec Alessandro Covi et parvient à le devancer au sprint.

### Quick-Step (2022-2023)

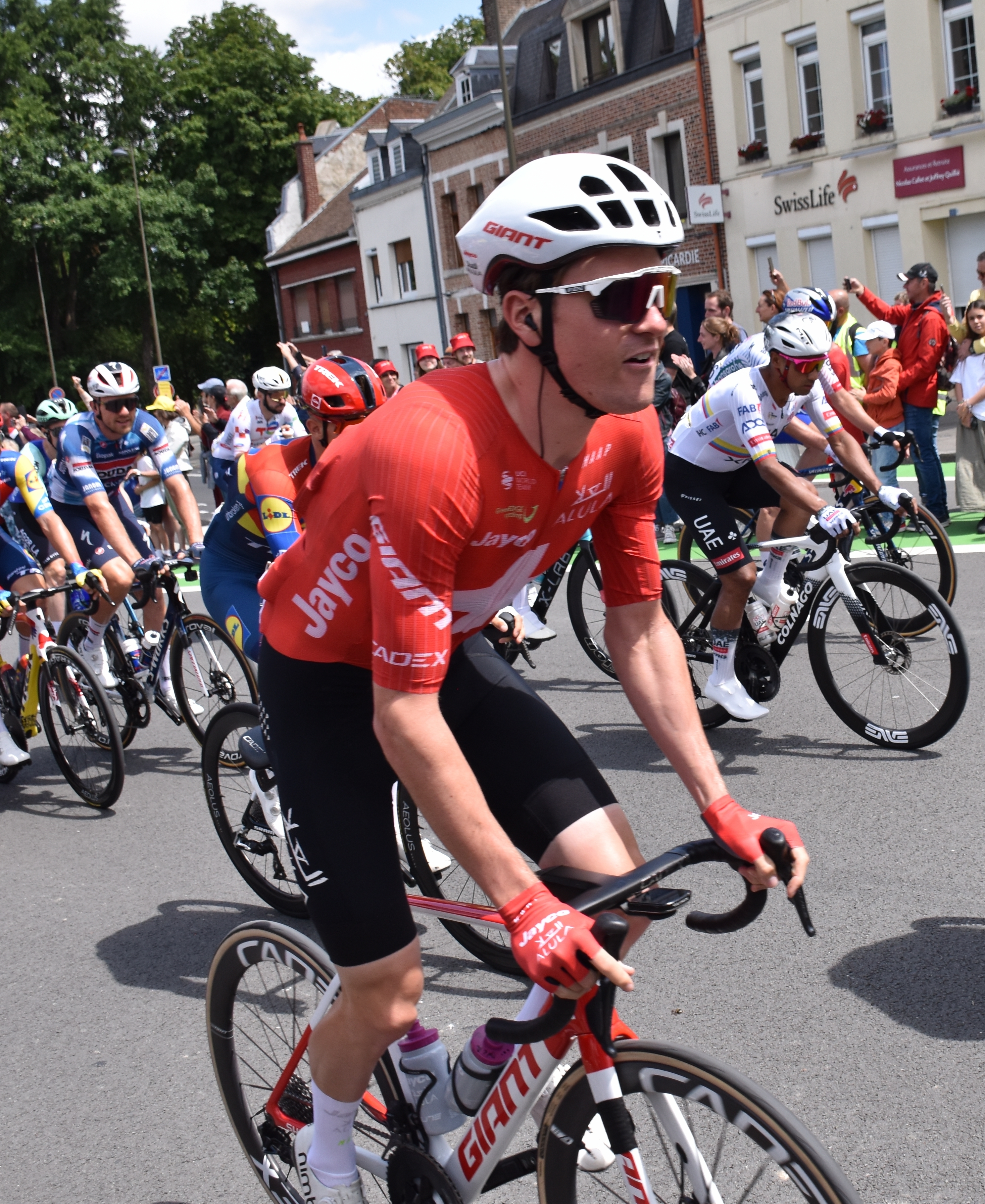
Mauro Schmid- Tour de France 2025

#### 2022
Après la dissolution de l'équipe Qhubeka à la fin de la saison 2021, Schmid rejoint Quick-Step Alpha Vinyl. En mars, il décroche son premier succès pour sa nouvelle équipe lors de la 1re étape de la Semaine internationale Coppi et Bartali. Il s’empare à cette occasion du maillot de leader du classement général qu’il perd le lendemain. En mai, il remporte le Tour de Belgique sans gagner d'étape devant Tim Wellens qui est classé au classement général dans le même temps. 
Le 21 septembre 2022, à Wollongong en Australie, il remporte pour la Suisse la médaille d'or lors du contre-la-montre par équipes en relais mixte aux championnats du monde de cyclisme sur route devant l'Italie et l'Australie.

#### 2023
En mars 2023, il remporte le classement général de la Semaine internationale Coppi et Bartali, ne gagnant pas d'étape mais terminant trois fois deuxième sur cinq étapes.
Le 8 août 2023, à Glasgow, il décroche une nouvelle médaille d'or pour la Suisse lors du contre-la-montre par équipes en relais mixte aux championnats du monde de cyclisme sur route devant la France et l'Allemagne.

### Jayco AlUla (2024-)

#### 2024, 2025
Le 2 février 2025, il s'impose en solitaire sur la Cadel Evans Great Ocean Road Race. Sur cette course habituellement promise aux sprinteurs, il profite d'une descente à sept kilomètres de l'arrivée pour s'échapper et parvient à résister au peloton.

## Palmarès sur route

### Palmarès amateur
- 2015
  - Silenen-Amsteg-Bristen débutants
- 2017
  - 2e du championnat de Suisse du contre-la-montre juniors
  - 2e du championnat de Suisse sur route juniors
  - 3e du Grand Prix Général Patton
- 2018
  - 2e du Tour de la mer Noire
- 2019
  -  Champion de Suisse sur route espoirs
  - Grand Prix Mobiliar
  - Grand Prix Olten
  - 2e de Silenen-Amsteg-Bristen
  - 3e du championnat de Suisse du contre-la-montre espoirs

### Palmarès professionnel
- 2021
  - 11e étape du Tour d'Italie
- 2022
  -  Champion du monde du contre-la-montre par équipes en relais mixte
  - 1re étape de la Semaine internationale Coppi et Bartali
  - Classement général du Tour de Belgique
  - 6e du Grand Prix cycliste de Montréal
- 2023
  -  Champion du monde du contre-la-montre par équipes en relais mixte
  - 2e étape du Tour des Émirats arabes unis (contre-la-montre par équipes)
  - Classement général de la Semaine internationale Coppi et Bartali
  - 5e du Tour Down Under
- 2024
  -  Champion de Suisse sur route
  - Tour de Slovaquie :
    - Classement général
    - 1re étape (contre-la-montre par équipes)
- 2025
  -  Champion de Suisse sur route
  -  Champion de Suisse du contre-la-montre
  - Cadel Evans Great Ocean Road Race
  - 10e de la Flèche wallonne

### Résultats sur les grands tours

#### Tour de France
1 participation 
- 2025 : 101e

#### Tour d'Italie
2 participations
- 2021 : 93e, vainqueur de la 11e étape
- 2022 : 75e

#### Tour d'Espagne
1 participation
- 2024 : 71e

### Classements mondiaux
| Année                                 | 2018  | 2019 | 2020 | 2021 | 2022 | 2023 | 2024 |
| ------------------------------------- | ----- | ---- | ---- | ---- | ---- | ---- | ---- |
| Classement mondial                    | 1508e | 995e | 747e | 319e | 68e  | 96e  | 116e |
| UCI Europe Tour                       | 962e  | 714e | 599e | 268e | 56e  | 78e  | 94e  |
|                                       |       |      |      |      |      |      |      |
| Légende : nc = non classéSource : UCI |       |      |      |      |      |      |      |

## Palmarès sur piste

### Championnats du monde
- Pruszków 2019
  - 7e du scratch

### Coupe du monde
- 2019-2020
  - 1er de la poursuite par équipes à Cambridge (avec Claudio Imhof, Stefan Bissegger, Lukas Rüegg et Robin Froidevaux)
  - 3e de la poursuite par équipes à Brisbane

### Championnats d'Europe
| Édition / Épreuve     | Poursuite par équipes | Course aux points | Course à l'américaine |
| Anadia 2017 (juniors) | Bronze                | Bronze            |                       |
| Gand 2019 (espoirs)   | Bronze                |                   | Bronze                |

### Championnats nationaux
- 2018
  - 3e du championnat de Suisse de poursuite
- 2019
  - 3e du championnat de Suisse de course aux points
  - 3e du championnat de Suisse du scratch
- 2020
  - 3e du championnat de Suisse du scratch

## Palmarès en cyclo-cross
- 2014-2015
  - 2e du championnat de Suisse de cyclo-cross débutants
- 2015-2016
  - 2e du championnat de Suisse de cyclo-cross juniors
- 2016-2017
  - 2e du championnat de Suisse de cyclo-cross juniors